# Nicolás Amodio
Nicolás Andrés Amodio (Montevideo, Uruguay, 10 de marzo de 1983) es un exfutbolista uruguayo. Jugaba como mediocampista central.
Se retiró del fútbol en el 2015.

## Clubes
| Club                         | País    | Año       |
| ---------------------------- | ------- | --------- |
| Defensor Sporting            | Uruguay | 2003-2004 |
| Sambenedettese               | Italia  | 2004-2005 |
| Napoli                       | Italia  | 2005-2007 |
| Treviso (cedido)             | Italia  | 2007-2008 |
| Mantova (cedido)             | Italia  | 2008      |
| Napoli                       | Italia  | 2008-2010 |
| Piacenza (cedido)            | Italia  | 2010      |
| Portogruaro-Summaga (cedido) | Italia  | 2010-2011 |
| Peñarol                      | Uruguay | 2011-2013 |
| Lecce                        | Italia  | 2013-2014 |
| Martina (cedido)             | Italia  | 2014      |
| Lecce                        | Italia  | 2014-2015 |

### Campeonatos nacionales
| Título  | Club   | País   | Año     |
| ------- | ------ | ------ | ------- |
| Serie C | Napoli | Italia | 2005-06 |
| Serie B | Napoli | Italia | 2006-07 |